# Losse (Landes)
Losse (okzitanisch: Lòssa) ist eine französische Gemeinde mit 282 Einwohnern (Stand: 1. Januar 2022) im Département Landes in der Region Nouvelle-Aquitaine. Sie gehört zum Arrondissement Mont-de-Marsan und zum Kanton Haute Lande Armagnac. 

## Geographie
Die Gemeinde Losse liegt an der Grenze zum Département Lot-et-Garonne am Rand der Landes de Gascogne, etwa 40 Kilometer ostnordöstlich von Mont-de-Marsan in der historischen Region Armagnac. Durch die Gemeinde fließt der Estampon und der namengebende Zufluss Losse. Umgeben wird Losse von den Nachbargemeinden Maillas im Nordwesten und Norden, Allons im Norden und Nordosten, Lubbon im Osten, Rimbez-et-Baudiets im Südosten, Herré im Südosten und Süden, Estigarde im Süden, Vielle-Soubiran im Südwesten, Saint-Gor im Südwesten und Westen sowie Bourriot-Bergonce im Westen und Nordwesten. Durch die Gemeinde führt die Route nationale 524 als Teil des Itinéraire à Grand Gabarit.

## Bevölkerungsentwicklung
| Jahr                       | 1962 | 1968 | 1975 | 1982 | 1990 | 1999 | 2006 | 2012 | 2021 |
| -------------------------- | ---- | ---- | ---- | ---- | ---- | ---- | ---- | ---- | ---- |
| Einwohner                  | 426  | 399  | 356  | 340  | 347  | 308  | 276  | 259  | 278  |
| Quellen: Cassini und INSEE |      |      |      |      |      |      |      |      |      |

## Sehenswürdigkeiten
- Kirche Saint-Georges in Lussolle
- Kirche Saint-Martin im Ortsteil Estampon, Monument historique
- Kirche Notre-Dame in Losse
- Schloss Gouaillardet
- Wasserturm

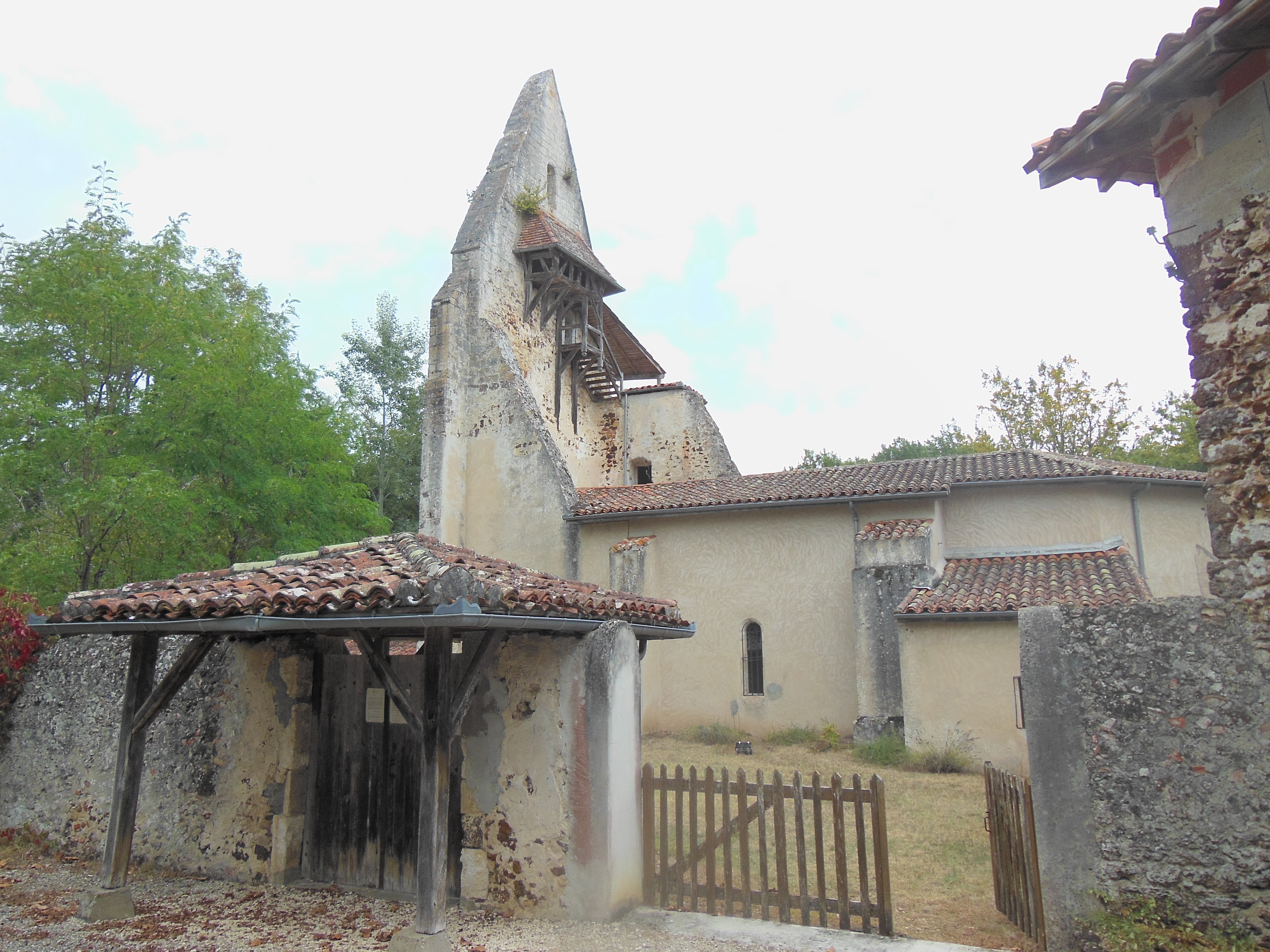
Kirche Saint-Georges
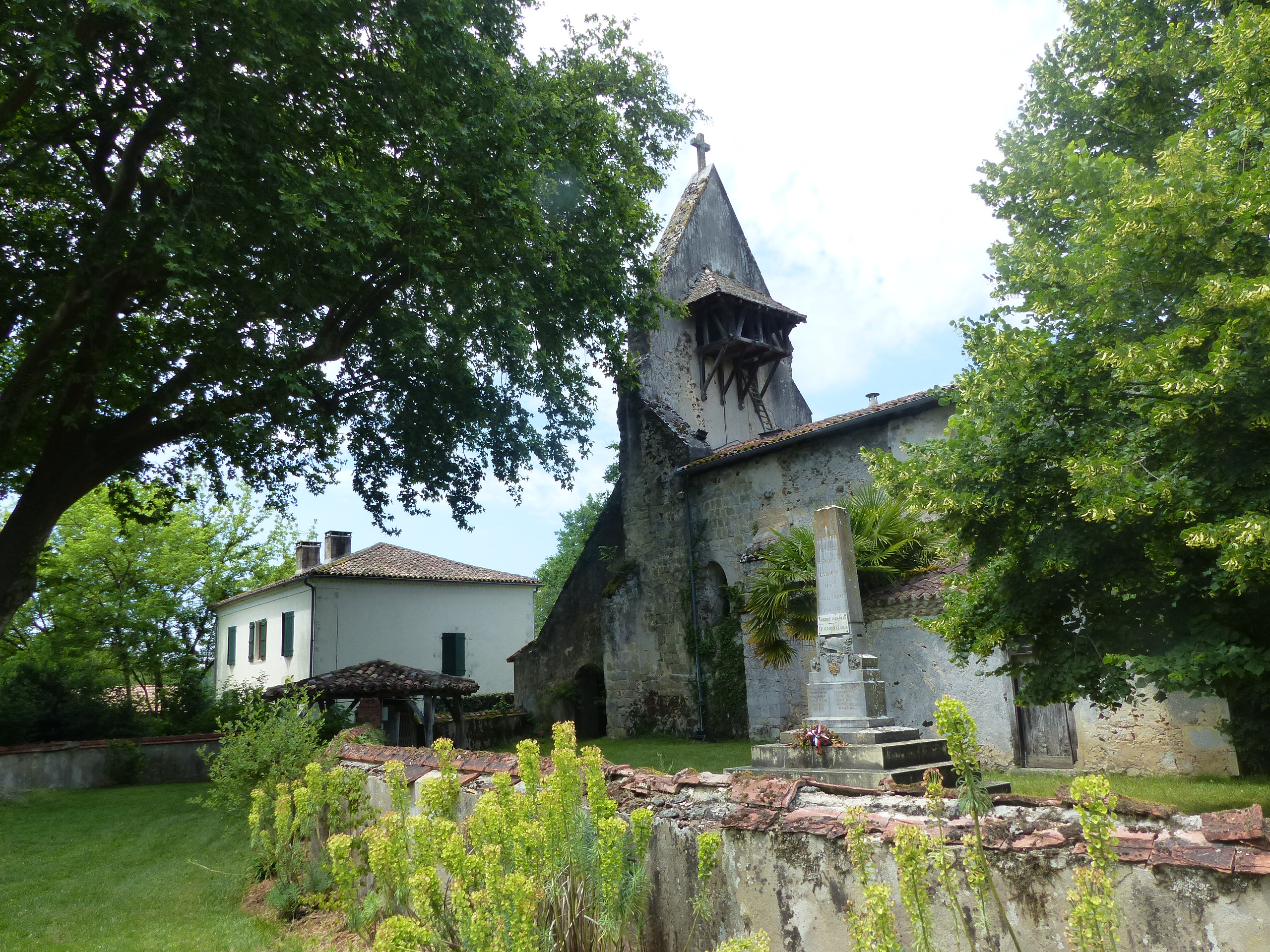
Kirche Saint-Martin
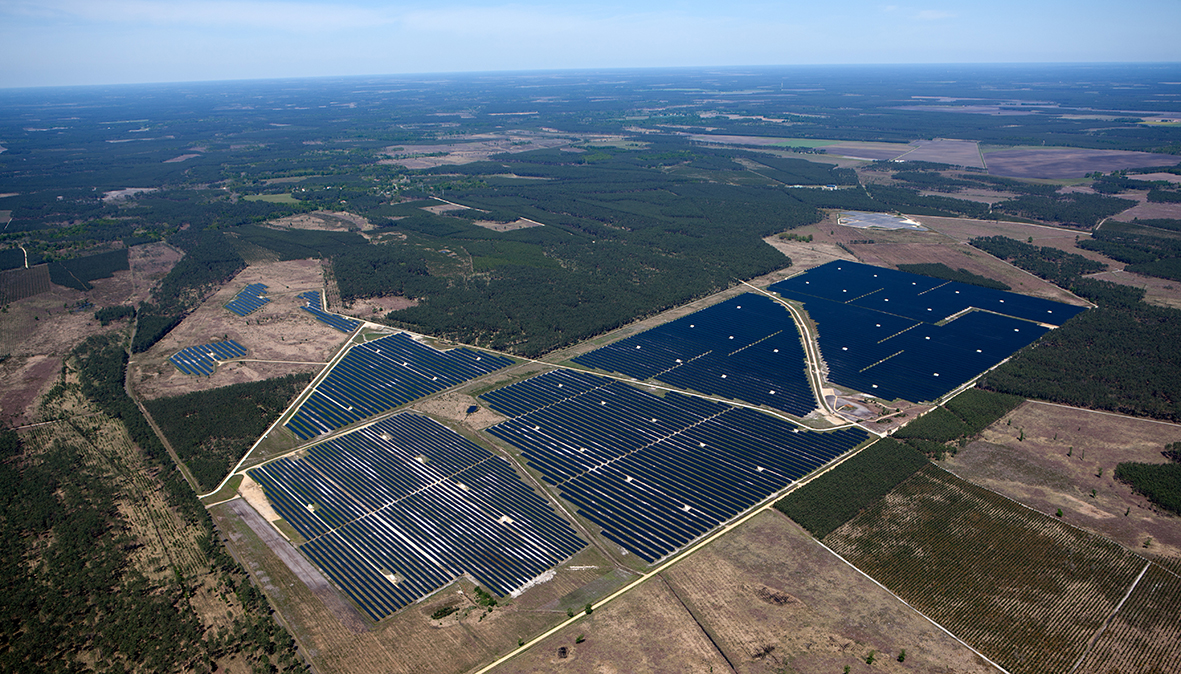
Solarpark Losse